# MTV Canada
MTV ist ein kanadischer Fernsehsender aus Toronto, Ontario, Kanada.  Das Spartenprogramm besteht aus einer Mischung von  Talk, lifestyle Dokumentationen. MTV Canada befindet sich im Besitz von Bell Media und sendet sein Programm unter der Lizenznahme von ViacomCBS aus. Aufgrund von Beschränkungen seitens der zuständigen kanadischen Aufsichtsbehörde der Canadian Radio-television and Telecommunications Commission (CRTC) darf der Sender seit seinem Sendestart im Jahr 2000 keine Musikvideos senden. Der kanadische Musiksender MuchMusic, der seinen Sendebetrieb 1984 aufnahm und heute zu MTV Canada gehört, sendet rund um die Uhr aktuelle Musikvideos. Am 18. Oktober 2001 nahm zudem MTV2 Canada seinen Sendebetrieb auf.

## Shows und Sendungen
MTV Canada sendete u. a. folgende Sendungen:
- The After Show
- Buzzin'
- Canada's Next Top Model
- The City
- Diary
- MTV Live
- MTV Creeps
- MTV Showtown
- MTV News
- MTV Screen
- MTV Shuffle
- The Paper
- Parental Control
- Peak Season
- Pimp My Ride